# Winter-Paralympics 2006/Teilnehmer (Schweiz)
| stlisierte Goldmedaille | stlisierte Silbermedaille | stlisierte Bronzemedaille |
| ----------------------- | ------------------------- | ------------------------- |
| —                       | 1                         | 1                         |

Die Schweiz nahm an den Winter-Paralympics 2006 in Turin mit einer Delegation von 22 Athleten teil.
Fahnenträger bei der Eröffnungsfeier war der alpine Skirennläufer Hans Burn.

## Medaillengewinner

### Silbermedaillen
- Slalom – Stehend, Herren: Thomas Pfyl

### Bronzemedaillen
- Riesenslalom – Stehend, Herren: Thomas Pfyl

## Teilnehmer nach Sportarten

### Curling
Damen:
- Madeleine Wildi

Herren:
- Manfred Bolliger
- Urs Bucher
- Cesare Cassani
- Erwin Lauper

### Ski Alpin
Damen:
- Nadja Baumgartner keine Teilnahme aus Verletzungsgründen
- Karin Fasel keine Teilnahme aus Verletzungsgründen

Herren
- Hans-Jörg Arnold
- Fritz Berger
- Michael Brügger
- Hans Burn (Fahnenträger bei der Eröffnungsfeier am 10. März)
- Jürg Gadient
- Christoph Kunz
- Markus Pfisterer
- Thomas Pfyl
- Simon Raaflaub
- Thomas von Däniken

### Ski Nordisch (Biathlon und Skilanglauf)
Damen:
- Chiara Devittori

Herren:
- Heinz Frei
- Bruno Huber
- Pascal Schrofer
- Rudolf Weber